# Teugen-hauseni csata
A teugen-hauseni csata 1809. április 19-én zajlott le Teugn és Hausen között Bajorországban (ma: Németország), és francia győzelemmel ért véget. Louis Nicolas Davout marsall serege győzte le Habsburg–Lotaringiai Károly Lajos tescheni herceg osztrák-bajor seregeit; ez volt az első összecsapás a négynapos hadjáratból, ami az eckmühli csatában érte el tetőpontját.

## Előzmények
1809. április 10-én a kora reggeli órákban 140 000 főnyi osztrák császári sereg kelt át az Inn folyón, Károly főherceg vezetésével Bajorország irányába, miközben János főherceg az olasz határt lépte át egy másik osztrák hadsereggel Észak-Itália irányába. Ezen a két hadszíntéren kezdődött el az ötödik koalíciós háború.  Az Habsburg Birodalom célja az volt, hogy addig semmisítsék meg a francia és a szövetséges erőket ezeken a frontokon, amíg a Napóleon veterán Grande Armée Spanyolországban harcol, és le van kötve a félszigeti háborúban.
1809 tavaszán a francia császár nem várt támadást az osztrákoktól, hadserege fel sem készült, ezért a hadjárat első néhány hetében a franciák sok helyütt meghátráltak. Mivel az osztrák seregek egymástól elvágták a Bajorországban és Észak-Itáliában harcoló francia erőket, Napóleon visszasietett Spanyolországból, és Berthier marsall vezetésével megkezdődött a németországi francia hadsereg, La Grande Armée d’Allemange létrehozása a dunai fronton álló francia és a szövetséges egységekből.
Az osztrákok tovább nyomultak előre Bajorország belsejébe, visszavonulásra kényszerítve a bajor hadsereget. A bajorok közül többen átálltak Ausztria oldalára. Regensburg közelében Davout marsall veterán III. hadteste állomásozott. Az osztrák támadás és az azt követő előrenyomulás okozta zűrzavarban Davout elszigetelten találta magát Regensburg közelében, a Duna partján.
Április 16-án János főherceg hadserege Itáliában vereséget mért az Eugène de Beauharnais alkirály vezette francia–itáliai hadseregre a sacilei csatában.

## A csata
Károly főherceg nagyon erőtlenül próbálta Davout helyzetét felmérni, és megtalálni az elszigetelt francia erőt. Ha sikerült volna a Duna parton visszafelé nyomulnia, akkor a franciákat teljes mértékben megsemmisíthette volna. Csak egy veterán egység állt a dunai fronton Károly főherceggel szemben, aki három hadtestet küldött seregéből északi irányba Regensburg felé. Itt látták utoljára a francia erőket. Davout délkeleti irányban mozgott abban reménykedve, hogy felveheti a kapcsolatot a szövetséges bajor erőkkel, és talán francia erősítést is kaphat. Április 18-án délelőtt 11 óra körül Teugn falu mellett beleütköztek  von Hohenzollern-Hechingen osztrák herceg tábornagy (Feldmarschall) III. hadtestébe, akik áttörték Saint-Hilaire francia tábornok seregének vonalát.
A terep Teugn környékén erdős, ez akadályozta a felderítést és a hírközlést egyaránt. Hohenzollern hercege, aki felfedezte a franciákat, ahelyett, hogy támadott volna, saját erőit szerette volna megóvni egy francia támadástól. Gránátosaival elzárta a franciák útját, és futárt küldött Károly főherceghez. A főherceg megkapta ugyan az üzenetet, de nem látta át a helyzetet, és habozott elküldeni saját tartalékát, ezzel elmulasztotta annak lehetőségét, hogy megsemmisítse Napóleon egyik  elit alakulatát.
Davout sokkal ügyesebben manőverezett. Kijátszotta Hohenzollern hercegének erőit, Hausen falu felé hátrált, és felvette a kapcsolatot a bajor hadsereggel nyugaton. A csata délután öt órakor kezdődött, de egy hatalmas, villámlásokkal kísért vihar hamar véget vetett a harcoknak. Mindkét fél 4 000 halottat vagy sebesültet vesztett, de a csatát egyértelműen Davout marsall nyerte meg. Abensberg-nél egyesítette seregét a többi szövetséges erőivel.

## Fordítás
- Ez a szócikk részben vagy egészben  a   Battle of Teugen-Hausen című angol Wikipédia-szócikk fordításán alapul.  Az eredeti cikk szerkesztőit annak laptörténete sorolja fel. Ez a jelzés csupán a megfogalmazás eredetét és a szerzői jogokat jelzi, nem szolgál a cikkben szereplő információk forrásmegjelöléseként.